# Adhemarius donysa
Adhemarius donysa is een vlinder uit de familie van de pijlstaarten (Sphingidae). De wetenschappelijke naam van de soort werd in 1889 gepubliceerd door Herbert Druce.